# Пассара (підрозділ окружного секретаріату)
Підрозділ окружного секретаріату Пассара — підрозділ окружного секретаріату округу Бадулла, провінції Ува, Шрі-Ланка. Складається з 41 Грама Ніладхарі.